# ジノ
ジノ（ハングル表記: 진호、1992年4月17日 - ）は、韓国出身の歌手、俳優である。男性アイドルグループ「PENTAGON」のメンバー。CUBEエンターテインメント所属。

## 来歴
1992年4月17日、京畿道富川市で生まれ、7歳の頃、大田広域市に引っ越した。15歳の頃、ソウル特別市に定住する前に家族と仕事のために8ヶ月間は、中国の青島市に住んでいた。
2008年、SMEverysing Contestで1位を獲得し、SMエンタテインメントで6年間練習生生活をしていた。2010年、プロジェクトグループSM THE BALLADでジノ（JINO）という芸名で活動していた。その後、CUBEエンターテインメントに移籍した。
2016年、サバイバル番組であるPENTAGON MAKERを経て、PENTAGONのメンバーとしてデビュー。
2020年5月11日、兵役として入隊。2021年11月14日に兵役から除隊。

## ディスコグラフィ

### 韓国

#### ミニアルバム
| No. | タイトル                 | 収録曲                                                                           |
| --- | ------------------------ | -------------------------------------------------------------------------------- |
| 1st | CHO:RD （2024年9月19日） | 1. 나만의 이별 2. TEDDY BEAR 3. 나의 너에게, 우리의 순간 4. OVER 5. Bad Criminal |

#### OST
- キム秘書がなぜそうなのかOST Part.4（2018年6月27日）
- オンダーキャンパスOST - Part 1（2019年3月23日）
- ウラチャチャワイキキ2 OST Part. 4（2019年4月15日）
- 朝鮮サバイバーOST Part 4（2019年7月7日）
- ビッグフィーチャーハウスOST Part 3（2020年4月18日）

### 日本

#### ミニアルバム
| No. | タイトル                 | 収録曲                                                                                   |
| --- | ------------------------ | ---------------------------------------------------------------------------------------- |
| 1st | CHO:RD （2024年8月28日） | 1. Goodbye With You 2. Teddy Bear 3. 僕の君へ 〜僕たちの瞬間〜 4. OVER 5. merry-go-round |

## 出演

### 舞台
- 夏の雪（2013年 - 2014年）
- 恋にしびれ（2017年 - 2018年）
- アイアンマスク（2018年）
- 女神はあなたを見守っています（2019年 - 2020年）
- 真夜中の太陽（2022年）

## 公演
- MINI LIVE MAGAZINE HO（2018年）
- MINI LIVE MAGAZINE HO Vol.2 - READY HO（2019年）
- MINI LIVE MAGAZINE HO Vol.3 - OFF STAGE（2020年）

## 受賞歴
- 第100回 I'm CELUV's 特別賞